# Jon Foo
Pour les articles homonymes, voir Foo.
Jon Foo né Jonathan Patrick Foo, 30 octobre 1982 est un acteur anglais, mannequin et maître de wushu.

## Biographie
Jon Foo est né à Londres d'un père Chinois et d'une mère Irlandaise. Il a grandi en Angleterre. Il a une petite sœur et 2 demi-sœurs. Son père pratique le karaté et sa mère le judo. Il a commencé à apprendre le kung fu à l'âge de huit ans mais s'entraîne sérieusement pour le wushu à 15 ans c'est aussi à cet âge qu'il intègre une prestigieuse école de cirque de Chine. Il vit actuellement à Los Angeles. 

## Carrière
Pratiquant de wushu, il a joué dans Tom-Yum Goong (Titre français: L'honneur du dragon), Batman Begins, House of Fury, Left for Dead, et Life (Shi cha qi xiao shi). Il a récemment tenu le rôle de Jin Kazama dans le film Tekken. Il a reçu le rôle de Ryu dans le court métrage Street Fighter: Legacy.
Il a également joué dans Universal Soldier : Régénération  comme l'un des soldats de première génération. Il apparaîtra également dans un film d'arts martiaux-basket thai Fireball Begins, qui est une préquelle au premier film, Fireball.

## Filmographie

### Cinéma
- 2005 : House of Fury (Jing mo gaa ting) de Stephen Fung : Sam Shan / John
- 2005 : Batman Begins de Christopher Nolan : Guerrier de la Ligue des Ombres (non crédité)
- 2005 : Left for Dead de Ross Boyask : Street Fighter #3
- 2005 : Shi cha qi xiao shi de Kiefer Liu : Brian
- 2005 : L'Honneur du dragon (Tom-Yum-Goong) de Prachya Pinkaew : L'adepte de Wushu
- 2005 : The Myth de Stanley Tong : (Cascadeur non crédité)
- 2009 : Universal Soldier : Régénération de John Hyams : UniSol 2
- 2010 : Tekken de Dwight H. Little : Jin Kazama
- 2010 : Street Fighter: Legacy de Joey Ansah et Owen Trevor : Ryu
- 2011 : Bangkok Renaissance (Rebirth) de Jean-Marc Minéo : Manit
- 2013 : Extraction de Tony Giglio : Mercy
- 2013 : Vikingdom : L'Éclipse de sang de Yusry Abd Halim : Yang
- 2015 : Duality de Emad Asfoury : Danny (Court métrage)
- 2015 : The Good, the Bad, and the Dead (en) de Timothy Woodward Jr. : Officier
- 2016 : Swap de Timothy Woodward Jr. : Victor
- 2019 : The Outsider (en) de Timothy Woodward Jr. : Jing Phan

### Télévision
- 2016 : Rush Hour : Inspecteur Lee (13 épisodes)